# Ernstas Deringas
Ernstas Fritzas Deringas (deutsch: Ernst Fritz Döring, * 1895; † 7. November 1965 in Hamburg) war ein litauisch-deutscher Fußballspieler. Er war Teil des litauischen Kaders für das Fußballturnier bei den Olympischen Sommerspielen 1924 in Paris.

## Karriere und Leben
Ernstas Deringas kam im Jahr 1912 als Seminarist nach Memel in Ostpreußen. In Memel war er bekannt als Fußballspieler und Leichtathlet. Nach dem Ersten Weltkrieg, in dem er als Kriegsfreiwilliger diente, wirkte er in Memel als Lehrer.
Mindestens 1923 spielte er für die Fußballmannschaft des MTV Memel in der Baltischen Meisterschaft. Deringas spielte im ersten offiziellen Länderspiel der Litauischen Fußballnationalmannschaft am 24. Juni 1923 gegen Estland, das mit einer 0:5-Niederlage endete. Er war dabei einer von sechs Spielern, die der MTV Memel stellte, darunter die gebürtigen Deutschen Otonas Kunelis (Otto Kunellis), Gustavas Gvildys (Gustav Gwildies), Valteris Krigas (Walter Krieg) und Vilhelmas Baueris (Wilhelm Bauer). 1924 nahm er mit Litauen das in der Vorrunde gegen die Schweiz ausschied am Fußballturnier bei den Olympischen Sommerspielen in Paris teil, bei dem er jedoch nicht zum Einsatz kam.
Danach machte er sein Sportlehrerexamen an der Preußischen Hochschule für Leibesübungen in Berlin-Spandau, bei dem er seine spätere Ehefrau kennenlernte.
Im Zweiten Weltkrieg war er Major der Luftwaffe. Nach dem Krieg war er als Fachlehrer in Hamburg tätig. Er starb 1965 im Hamburg im Alter von 70 Jahren.